# Petrus van de Ven
Petrus van de Ven (Heesch, 3 november 1895 – 10 juni 1974) was een Nederlands politicus. 
Hij werd geboren als zoon van Albertus van de Ven en Petronella Langenhuijzen. Hij deed het gymnasium in België en vervolgens ging hij werken bij de gemeentesecretarie van Berghem. Daarna was hij als adjunct-commies werkzaam bij de gemeente Oldenzaal. Vanaf 1921 werkte Van de Ven voor de gemeenten Stompwijk en Veur waar hij het bracht tot hoofdcommies en waarnemend gemeentesecretaris. In 1937 volgde zijn benoeming tot burgemeester van Uitgeest. Die gemeente kreeg in 1943 een NSB'er als waarnemend burgemeester maar na de bevrijding keerde Van de Ven terug in zijn oude functie. Hij ging in december 1960 met pensioen en overleed in 1974 op 78-jarige leeftijd. 